# Классическая борьба на Спартакиадах народов СССР
Соревнования по классической борьбе входили в программу всех десяти Спартакиад народов СССР, начиная с первой, проведённой в 1956 году.

### Соревнования
| Спартакиада                          | Дата            | Год   | Место проведения          |
| ------------------------------------ | --------------- | ----- | ------------------------- |
| I летняя Спартакиада народов СССР    | 12 — 16 августа | 1956* | Москва, РСФСР             |
| II летняя Спартакиада народов СССР   | 9 — 12 августа  | 1959* | Москва, РСФСР             |
| III летняя Спартакиада народов СССР  | 8 — 11 августа  | 1963* | Москва, РСФСР             |
| IV летняя Спартакиада народов СССР   | 26 — 29 июля    | 1967* | Москва, РСФСР             |
| V летняя Спартакиада народов СССР    | 16 — 18 июля    | 1971  | Москва, РСФСР             |
| VI летняя Спартакиада народов СССР   | 10 — 13 июля    | 1975* | Алма-Ата, Казахская ССР   |
| VII летняя Спартакиада народов СССР  | 19 — 23 июля    | 1979  | Москва, РСФСР             |
| VIII летняя Спартакиада народов СССР | 24 — 28 июля    | 1983  | Москва, РСФСР             |
| IX летняя Спартакиада народов СССР   | 22 — 25 июля    | 1986  | Минск, Белорусская ССР    |
| X летняя Спартакиада народов СССР    | 18 — 21 июня    | 1991  | Запорожье, Украинская ССР |

| * | — одновременно турнир имел статус чемпионата СССР |